# Julianne Phillips
Julianne Phillips, född 6 maj 1960 i Evanston, Illinois, är en amerikansk fotomodell och skådespelare. 
Yrkesmässigt är Phillips mest känd för sin roll Francesca 'Frankie' Reed Margolis i TV-serien Systrar 1991-1995. Hon gifte sig med Bruce Springsteen den 13 maj 1985 och skilde sig från honom i augusti 1988.
Hon föddes i Evanston, Illinois men växte upp i Lake Oswego, Oregon.

## Filmografi
- Odd Jobs, 1986
- Seven Hours to Judgment, 1988
- Fletch är tillbaka, 1989
- Skin Deep, 1989
- Sweet Lies, 1989
- Big Bully, 1996
- Hollywood Boulevard, 1996
- Colin Fitz, 1998
- Allie & Me, 1998